# Notable

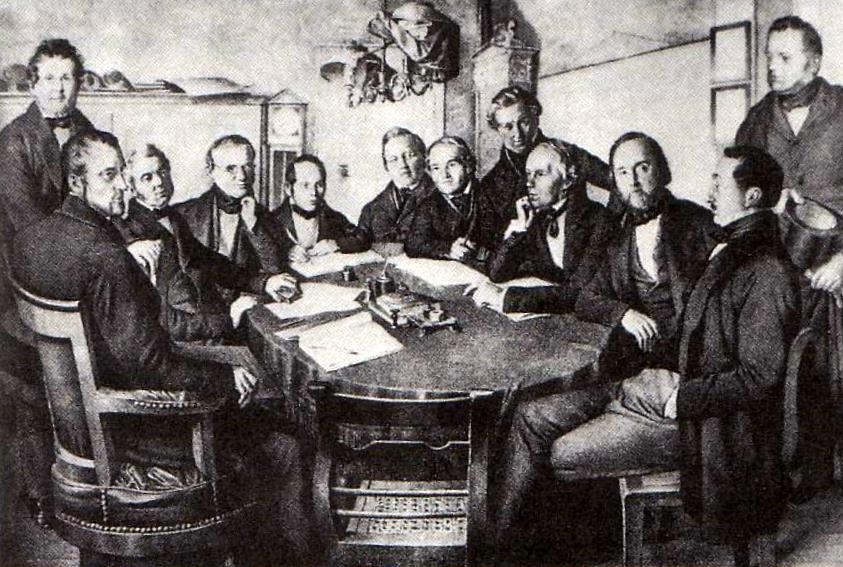
Direktorium de la Leipzig-Dresdner Eisenbahnkompanie ("compañía ferrorivaria Leipzig-Dresde"), 1852.

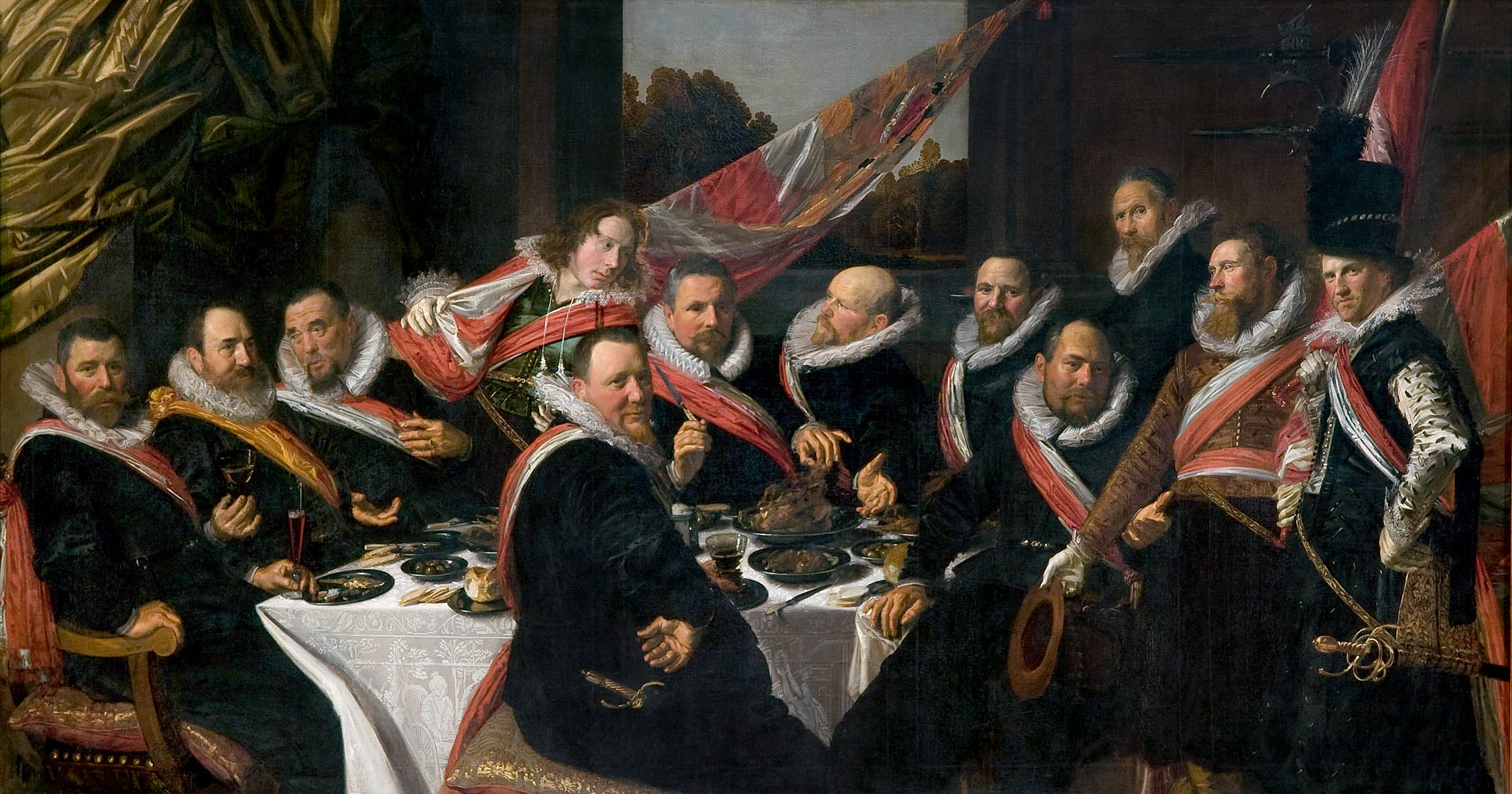
Banquete de los arcabuceros de San Jorge de Haarlem, Frans Hals, 1616.

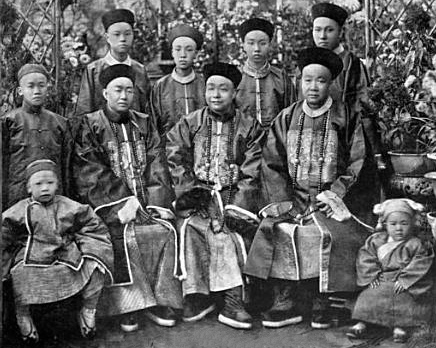
Mandarines de Cantón, 1902.

Notables son, en el seno de una sociedad o grupo social, las personalidades a las que se supone un rango importante, destinadas a tener un ascendiente particular y una influencia preponderante sobre los demás miembros. La noción de notable es indisociable de la de jerarquía social, incluso aunque los notables no sean siempre jefes, sino una élite de personalidades a las que el conjunto de la población reconoce espontáneamente una importancia particular que les distingue de los demás (véase carisma, legitimidad, consenso, potestas, auctoritas, liderazgo).
Para el DRAE, los "notables" son las "personas principales en una localidad o en una colectividad", y pone como ejemplo de uso "reunión de notables"; un concepto similar al de "fuerzas vivas" ("clases y grupos impulsores de la actividad y la prosperidad"; "personas o clases representativas de una ciudad, región, país, etc., por su autoridad o por su influencia social"); y al de poderes fácticos (que se ejercen "al margen de las instituciones legales, en virtud de la capacidad de presión o autoridad que se posee; p. ej., la banca, la Iglesia, la prensa"). La etimología de "notable" (del latín notabĭlis -"digno de nota", "extraordinario"- y este de nota -"marca", "signo", un medio para reconocer algo-) no se vincula a dignidades romanas o medievales (nobiles, nobilissimus, clarissimus, vir illustris, maiores). Las primeras acepciones de "notable" son: "digno de nota, atención o cuidado"; "grande y sobresaliente, por lo cual se hace reparar en su línea" y "calificación usada en los establecimientos de enseñanza, inferior al sobresaliente y superior al aprobado." La cualidad de notable es la notabilidad, que también es la "persona muy notable por sus buenas cualidades o por sus méritos".

## Sistema notabiliario en Francia
Desde 1596 se venía utilizando el nombre de "notables" en la denominación de las asambleas que se reunían convocadas por el rey y que, a diferencia de los Estados Generales, también el rey designaba. Las últimas fueron las convocadas por Luis XVIII en 1787 y 1788.
Con un contenido social completamente diferente, el sistema notabiliario (système notabiliaire), sistema social basado en el poder de los notables, fue establecido en Francia tras la Revolución, que había suprimido el sistema aristocrático del Antiguo Régimen basado en los estamentos privilegiados (nobleza y clero); siendo reconocidos con la Restauración en la Carta otorgada de 1814. Desde entonces, los notables compusieron la nueva élite a la que se incorporó la burguesía, que evolucionó rápidamente, convirtiéndose en un patriciado o una gentry à la française que pervivió bajo los sucesivos cambios políticos (Monarquía de Julio, Revolución de 1848, Segundo Imperio, Tercera República).

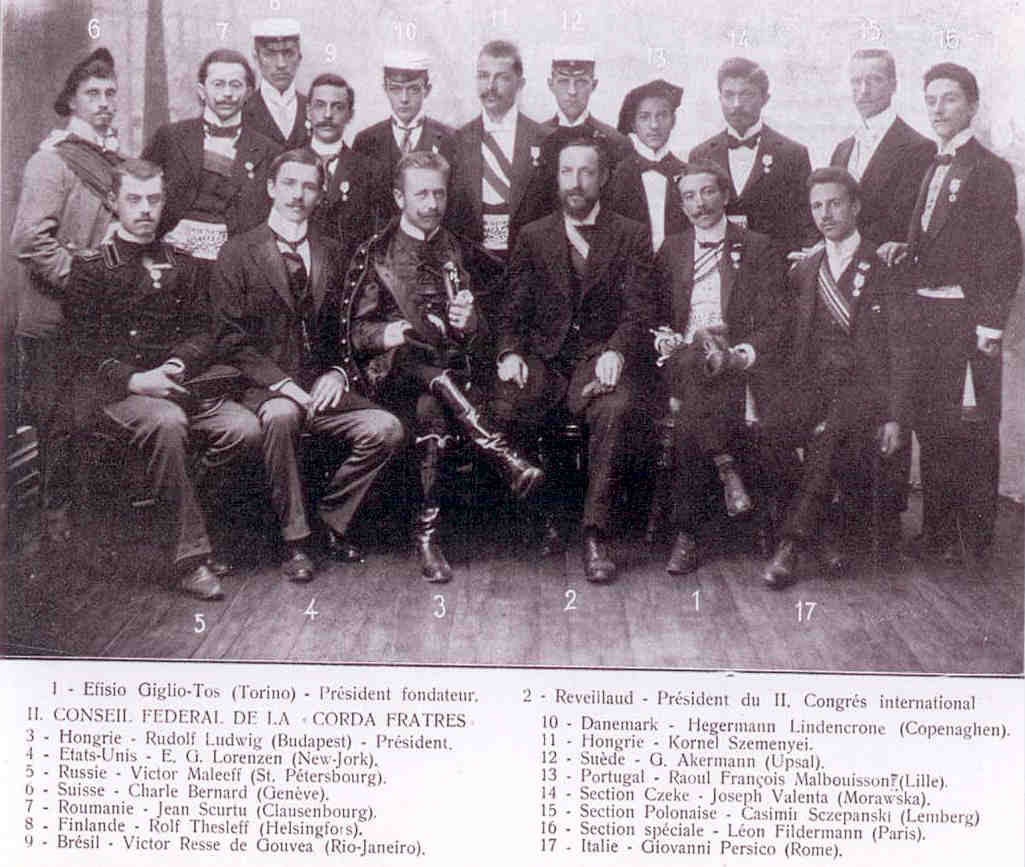
Conseil fédéral de la Corda Fratres (una asociación estudiantil) en 1900.

La noción es bastante subjetiva, porque el de notable no es un título de nobleza sino informal, al no haber título alguno que atestigue la "notabilidad" (notabilité) más allá de la riqueza que se posea o el cargo que se ocupe. Su distinción depende a veces de una educación particular, como la de ciertos nobles. Incluso en la época actual, ciertas familias notables influyentes o de gran fortuna se distinguen por inculcar a sus hijos una educación específica, con el fin de enseñarles a gestionar su patrimonio tanto relacional como material, y a distinguirse de los otros miembros de la sociedad. A veces, incluso se procura mantener signos externos de su condición, como el uso de sellos (denominados en francés chevalière -"caballero"-).
Los usos sociales que mantienen o ignoran la condición de los notables han variado con el tiempo, siendo distintos en cada época, y no han sido nunca iguales en todos los lugares de Francia (París, provincias, grandes ciudades, pequeñas ciudades, zonas rurales) ni en todos los grupos sociales restringidos (atendiendo a su sistema de valores -sensibilidad religiosa, ideología, cosmovisión, etc.-)
Las personalidades tradicionalmente reconocidas como notables en Francia son: 
- Ministros y altos funcionarios[10]
- Embajadores y diplomáticos
- Generales y militares de alta graduación[11]
- Prefectos[12] y sub-prefectos[13]
- Jueces y magistrados[14]
- Parlamentarios
- Alcaldes (maires) y otros cargos locales (conseillers régionaux y conseillers généraux)[15]
- Alto clero[16]
- Terratenientes
- Grandes propietarios inmobiliarios
- Grandes empresarios[17] industriales, comerciales, financieros o navales
- Administradores de sociedades[18]
- Officiers ministérielles[19] (no deben confundirse con funcionarios de los ministerios), abogados, médicos, arquitectos, ingenieros, periodistas, etc.
- Profesores universitarios[20] (professeurs y agrégés)
- Miembros de las Academias y órdenes honoríficas[21]

## Acceso y perpetuación: la selección de élites
Los notables, bien por el cargo que ocupan, la riqueza que acumulan o la familia en la que nacen, provienen de una selección o "reclutamiento" de élites, cuya naturaleza define la condición meritocrática o aristocrática de la sociedad. El papel del sistema educativo es esencial para ello, y no sólo en las sociedades industriales de la Europa moderna y contemporánea, sino en otras sociedades burocratizadas, como la China imperial (mandarinazgo -mandarín, examen imperial-) o el Imperio ruso (tabel o tabla de rangos). El sistema educativo en Francia, que en el pasado tenía la Sorbona en el ámbito universitario o el Lycée Louis-le-Grand y los colegios jesuitas como el Collège Henri-IV de La Flèche en el ámbito de las enseñanzas medias, tiene como centros más elitistas los llamados Grande École, Grand établissement, la École pratique des hautes études, la École des hautes études en sciences sociales, etc. La solidaridad informal entre los antiguos alumnos se mantiene como una red clientelar (Faluche, Gadzarts, Penne, Calotte). En distintos países, determinadas instituciones universitarias han servido históricamente para la selección de élites: Colegios mayores (véase golillas y manteístas) en España, Studentenverbindung en Alemania, fraternidades y sororidades en Estados Unidos, etc. En el Reino Unido, los centros de enseñanza media denominados public school, especialmente el Colegio de Eton, y el conjunto del ámbito universitario denominado Oxbridge.

Algunos científicos sociales, sobre la base de los estudios de Max Weber sobre la relación entre poder racional y burocracia, utilizaron el concepto de élite como válido solamente para las modernas sociedades industriales, en las que se daría la selección de los grupos con poder sobre la base de una racional compensación por esfuerzos cualificados. Se trata de una visión excesivamente simplificada y, de hecho, no todos los científicos han aceptado este planteo. Mannheim, por ejemplo, sostiene ... que las tres formas conocidas de selección de élites (la sangre, la propiedad y el mérito) coexisten y se combinan en las más diversas formas en las democracias modernas. Ya G. Mosca había advertido la tendencia que manifestaban las clases dominantes, a tratar de lograr la "trasmisibilidad herediaria legal" de sus privilegios. Esta tendencia, en la medida en que logra concretarse, otorga al principio de la sangre una importancia mucho mayor de la que teóricamente le correspondería según los valores formalmente vigentes en las sociedades industriales modernas... Dentro de esta cuestión... un tema sin duda importante, al menos desde Pareto hasta hoy, es el de la "circulación de las élites". Marie Kolabinska, discípula de Pareto, planteó la existencia de dos tipos de circulación: -individuos de los estratos inferiores que consiguen acceder a una élite establecida. - individuos  de los estratos inferiores que forman nuevas élites. El primer caso es el que produce la renovación de  la élite y es base de la operación política fundamental: incorporar en el orden vigente los imperativos del nuevo orden, algo que está vinculado con los procesos de adaptación y de reforma. El segundo caso es la génesis de la contraélite, que preanuncia la emergencia de procesos revolucionarios.